# Szczawniczek
Szczawniczek – potok, jeden z dwóch głównych dopływów potoku Szczawnik. Ma źródła na wysokości około 990 m na południowych stokach Bukowej (1077 m) w Paśmie Jaworzyny w Beskidzie Sądeckim. Spływa w południowym kierunku pomiędzy dwoma bocznymi grzbietami tego pasma; od zachodniej strony jest to grzbiet Bukowa – Wielka Bukowa (1104 m) – Kotylniczy Wierch (1032 m), od wschodniej południowy grzbiet Jaworzyny Krynickiej (1114 m), niżej przechodzący w bezleśny grzbiet z wzniesieniem Za Szczawniczkiem. Przez większość swojego biegu spływa przez duże kompleksy leśne Pasma Jaworzyny. Po opuszczeniu ich spływa w południowo-zachodnim kierunku przez miejscowość Szczawnik i na wysokości ok. 573 m w miejscu o współrzędnych 49°23′14,1″N 20°51′50,9″E/49,387250 20,864139 uchodzi do potoku Szczawnik.
Dnem doliny potoku Szczawnik i Szczawniczek prowadzi asfaltowa szosa dochodząca do granicy lasów. Dalej wzdłuż Szczawniczka prowadzi leśna droga aż na główny grzbiet Pasma Jaworzyny. Dla pojazdów samochodowych droga jest zamknięta, ale prowadzi nią gminny szlak turystyki pieszej i rowerowej.
W zlewni Szczawniczka znajdują się źródła wód mineralnych, a w jego dolinie rośnie rzadki w Polsce gatunek rośliny – ostrożeń głowacz.

## Szlaki turystyczne
– gminny doliną Szczawniczka przez rezerwat przyrody Żebracze na Wielką Bukową